# Казённый участок № 3
Казённый участок № 3 — исчезнувшее селение (хутор) в Красноперекопском районе Республики Крым, располагалось на Перекопском перешейке, на северном берегу озера Красное, на месте современного села Карпова Балка. Сама Карпова Балка в довоенное время находилась в 1 километре восточнее.

## История
Первое документальное упоминание селения встречается в Статистическом справочнике Таврической губернии. Ч.II-я. Статистический очерк, выпуск пятый Перекопский уезд, 1915 год, согласно которому на хуторе Казённый участок № 3 Воинской волости Перекопского уезда дворов и населения не числилось.
После установления в Крыму Советской власти, по постановлению Крымревкома от 8 января 1921 года № 206 «Об изменении административных границ» была упразднена волостная система, Перекопский уезд переименовали в Джанкойский, в котором был образован Ишуньский район, в состав которого включили село, а в 1922 году уезды получили название округов. 11 октября 1923 года, согласно постановлению ВЦИК, в административное деление Крымской АССР были внесены изменения, в результате которых округа были отменены, Ишуньский район упразднён и село вошло в состав Джанкойского района. Согласно Списку населённых пунктов Крымской АССР по Всесоюзной переписи 17 декабря 1926 года, в селе Казённый участок № 3, Армяно-Базарского сельсовета Джанкойского района, числилось 14 дворов, все крестьянские, население составляло 77 человек, все украинцы. Постановлением ВЦИК от 30 октября 1930 года был восстановлен Ишуньский район (есть данные, что 15 сентября 1931 года и село включили в его состав. На подробной карте РККА северного Крыма 1941 года Казённый участок № 3 обозначен без указания числа дворов. В последний раз в доступных источниках встречается на двухкилометровке РККА 1942 года.